# Tammneeme
Tammneeme är en ort i norra Estland. Den ligger i kommunen Viimsi vald i Harjumaa, 13 km nordost om huvudstaden Tallinn. Tammneeme ligger 15 meter över havet och antalet invånare är 251. Tammneeme ligger på halvöns Viimsi poolsaars östkust vid udden Tammneem.
Terrängen runt Tammneeme är platt. Havet är nära Tammneeme åt nordost. Runt Tammneeme är det ganska tätbefolkat, med 248 invånare per kvadratkilometer. Närmaste större samhälle är Tallinn, 12,7 km sydväst om Tammneeme. I omgivningarna runt Tammneeme växer i huvudsak blandskog.
Inlandsklimat råder i trakten. Årsmedeltemperaturen i trakten är 4 °C. Den varmaste månaden är juli, då medeltemperaturen är 18 °C, och den kallaste är januari, med −10 °C.